# Sci di fondo agli VIII Giochi asiatici invernali - Sprint TC femminile
La gara sprint femminile si è svolta il 20 febbraio 2017 al Shirahatayama Open Stadium di Sapporo in Giappone.

## Risultati
| Rank. | Atleta              | Tempo   |
| ----- | ------------------- | ------- |
| 1     | Casey Wright        | 3:52.84 |
| 2     | Man Dandan          | 3:57.92 |
| 3     | Yuki Kobayashi      | 3:59.17 |
| 4     | Hikari Miyazaki     | 4:00.82 |
| 5     | Marina Matrossova   | 4:03.95 |
| 6     | Angelina Shuryga    | 4:03.98 |
| 7     | Yelena Kolomina     | 4:04.79 |
| 8     | Ju Hye-ri           | 4:04.90 |
| 9     | Kozue Takizawa      | 4:05.87 |
| 10    | Li Hongxue          | 4:06.30 |
| 11    | Chi Chunxue         | 4:06.61 |
| 12    | Han Da-som          | 4:08.41 |
| 13    | Je Sang-mi          | 4:09.05 |
| 14    | Tamara Ebel         | 4:10.61 |
| 15    | Karen Chanloung     | 4:11.94 |
| 16    | Li Xin              | 4:12.14 |
| 17    | Choe Shin-ae        | 4:19.79 |
| 18    | Kunduz Abdykadyrova | 5:42.65 |

### Quarti di finale

#### Batteria 1
| Rank | Athlete        | Time    |
| ---- | -------------- | ------- |
| 1    | Ju Hye-ri      | 3:54.58 |
| 2    | Casey Wright   | 3:54.58 |
| 3    | Kozue Takizawa | 4:01.09 |
| 4    | Li Xin         | 4:01.09 |

#### Batteria 2
| Rank | Athlete           | Time    |
| ---- | ----------------- | ------- |
| 1    | Marina Matrossova | 4:00.40 |
| 2    | Hikari Miyazaki   | 4:00.40 |
| 3    | Je Sang-mi        | 4:01.82 |
| 4    | Han Da-som        | 4:04.31 |

#### Batteria 3
| Rank | Athlete         | Time    |
| ---- | --------------- | ------- |
| 1    | Man Dandan      | 3:53.05 |
| 2    | Yelena Kolomina | 3:55.54 |
| 3    | Li Hongxue      | 3:57.16 |
| 4    | Karen Chanloung | 4:06.83 |

#### Batteria 4
| Rank | Athlete          | Time    |
| ---- | ---------------- | ------- |
| 1    | Angelina Shuryga | 3:54.64 |
| 2    | Tamara Ebel      | 3:55.30 |
| 3    | Chi Chunxue      | 3:55.30 |
| 4    | Yuki Kobayashi   | 3:55.30 |

### Semifinale

#### Batteria 1
| Rank | Athlete           | Time    |
| ---- | ----------------- | ------- |
| 1    | Casey Wright      | 3:58.18 |
| 2    | Ju Hye-ri         | 3:58.82 |
| 3    | Marina Matrossova | 4:03.09 |
| 4    | Hikari Miyazaki   | 4:03.78 |

#### Batteria 2
| Rank | Athlete          | Time    |
| ---- | ---------------- | ------- |
| 1    | Man Dandan       | 3:52.72 |
| 2    | Yelena Kolomina  | 3:55.51 |
| 3    | Tamara Ebel      | 3:59.70 |
| 4    | Angelina Shuryga | 4:02.17 |

### Finale

#### Finale B
| Rank | Athlete           | Time    |
| ---- | ----------------- | ------- |
| 1    | Angelina Shuryga  | 4:04.98 |
| 2    | Tamara Ebel       | 4:04.98 |
| 3    | Hikari Miyazaki   | 4:07.46 |
| 4    | Marina Matrossova | 4:14.14 |

#### Finale A
| Rank | Athlete         | Time    |
| ---- | --------------- | ------- |
| 1    | Man Dandan      | 3:48.29 |
| 2    | Yelena Kolomina | 3:53.35 |
| 3    | Casey Wright    | 3:58.78 |
| 4    | Ju Hye-ri       | 4:08.58 |